# Miguel Trefaut Rodrigues
Miguel Trefaut Urbano Rodrigues (* 1953) ist ein brasilianischer Herpetologe.
Rodrigues wurde 1984 an der Universität São Paulo promoviert. 1996 wurde er Professor für Biologie an der Universität São Paulo und war 1997 bis 2001 Direktor des Zoologischen Museums der Universität. Er spezialisierte sich auf brasilianische Frösche.
Er erstbeschrieb 53 Arten von Reptilien und Amphibien. Mehrere Reptilien und Amphibien wurden ihm zu Ehren benannt, so der Frosch Cycloramphus migueli (Heyer 1988), und ein Fisch.